# Órbita de caja
En dinámica estelar, una órbita de caja (en inglés box orbit) se refiere a un tipo particular de órbita que puede ser visto en sistemas triaxiales, es decir sistemas que no poseen una simetría alrededor de cualquiera de sus ejes. Contrastan con las órbitas de bucle que se observan en los sistemas de simetría esférica y simetría axial.
En una órbita de caja, la estrella oscila de forma independiente a lo largo de los tres ejes diferentes a medida que avanza a través del sistema. A raíz de este movimiento, llena (más o menos) en una región en forma de caja espacial. A diferencia de las órbitas de lazo, las estrellas en órbitas de caja pueden venir arbitrariamente cerca del centro del sistema. Como caso especial, si las frecuencias de oscilación en diferentes direcciones son proporcionales, la órbita se encuentra en un colector de una o dos dimensiones y puede evitar el centro. Estas órbitas a veces se les llaman "boxlets".
|                                |                                     |                            |
| Comienzo de una órbita de caja | Varios ciclos de una órbita de caja | Una órbita de caja cerrada |